# 동구리
동구리는 대나무 줄기나 버들가지를 촘촘히 엮어서 만든 상자이다. 음식을 담아 나를 때 쓰며, 아래위 두 짝으로 되어 있다.

## 같이 보기
- 고리
- 설기